# Los nuevos extraterrestres
Los nuevos extraterrestres (ook uitgebracht onder de titels “Pod People”, “Extraterrestial Visitors” en “The New Extraterrestrials”) is een Spaanse sciencefictionfilm uit 1983. De film werd geregisseerd door Juan Piquer Simón.

## Verhaal
De leden van een rockband zijn aan het kamperen in een bos. In datzelfde bos ontdekken een paar jagers een groep kolossale eieren, en beginnen deze te vernielen. Een van de eieren komt echter op tijd uit, en het vreemde beest wat erin zat weet te ontkomen. Kort daarop arriveert de volwassen alien die de eieren had gelegd. Ze vermoordt de jagers, en later ook de leden van de band.
De jonge alien wordt gevonden door Tommy, een jongen die vlak bij het bos woont met zijn moeder en oom. Hij noemt de alien “Trumpy.” Terwijl de gevaarlijke moeder-alien doorgaat met het zoeken naar haar jong, ontwikkelt Tommy een band met de jonge alien. De overlevende leden van de rockband arriveren bij Tommy’s huis op zoek naar een schuilplaats. Ook hier zijn ze echter niet veilig voor de moeder, die al snel het huis aanvalt. Hierbij komen de laatste leden van de band en Tommy’s oom Bill om het leven.

## Rolverdeling
| Acteur         | Personage      | Opmerkingen        |
| -------------- | -------------- | ------------------ |
| Ian Sera       | Rick           |                    |
| Nina Ferrer    | Sharon         |                    |
| Susanna Bequer | Molly Stevens  | als Susan Blake    |
| Sara Palmer    | Kathy          |                    |
| Óscar Martín   | Tommy          |                    |
| Emilio Linder  | Brian          | als Emil Linder    |
| Concha Cuetos  | Lara Stapleton | als Connie Cheston |

## Achtergrond
De film zou oorspronkelijk geheel draaien om kwaadaardige aliens, maar vanwege het succes van de film E.T. the Extra-Terrestrial werd de plot aangepast. De film is na zijn première grotendeels vergeten, tot hij werd gebruikt voor een aflevering van de televisieserie Mystery Science Theater 3000. Hierin werd vooral de spot gedreven met het nummer “Burning Rubber Tires”, dat in de film is verwerkt. Deze versie van de film werd op video uitgebracht door Rhino Home Video.